# St. Catharines (circonscription fédérale)
Pour les articles homonymes, voir Sainte-Catherine.
Circonscription électorale fédérale du Canada
St. Catharines est une circonscription électorale fédérale et provinciale en Ontario.

## Circonscription fédérale
La circonscription est située dans le sud de l'Ontario, sur les rives du lac Ontario. La circonscription est limitée à la seule ville de St. Catharines.  
Les circonscriptions limitrophes sont Niagara Falls, Niagara-Ouest et Niagara-Centre (auparavant Welland).

### Historique
La circonscription de St. Catharines a été créée en 1966 d'une partie de la circonscription de Lincoln.
| Législature                     | Années        | Député       | Député           | Parti                     |
| ------------------------------- | ------------- | ------------ | ---------------- | ------------------------- |
| St. Catharines issue de Lincoln |               |              |                  |                           |
| 28e                             | 1968–1972     |              | James McNulty    | Libéral                   |
| 29e                             | 1972–1974     |              | J. Trevor Morgan | Progressiste-conservateur |
| 30e                             | 1974–1979     |              | Gilbert Parent   | Libéral                   |
| 31e                             | 1979–1980     |              | Joseph Reid      | Progressiste-conservateur |
| 32e                             | 1980–1984     |              | Joseph Reid      | Progressiste-conservateur |
| 33e                             | 1984–1988     |              | Joseph Reid      | Progressiste-conservateur |
| 34e                             | 1988–1993     | Ken Atkinson |                  | Progressiste-conservateur |
| 35e                             | 1993–1997     |              | Walt Lastewka    | Libéral                   |
| 36e                             | 1997–2000     |              | Walt Lastewka    | Libéral                   |
| 37e                             | 2000–2004     |              | Walt Lastewka    | Libéral                   |
| 38e                             | 2004–2006     |              | Walt Lastewka    | Libéral                   |
| 39e                             | 2006–2008     |              | Rick Dykstra     | Conservateur              |
| 40e                             | 2008–2011     |              | Rick Dykstra     | Conservateur              |
| 41e                             | 2011–2015     |              | Rick Dykstra     | Conservateur              |
| 42e                             | 2015–2019     |              | Chris Bittle     | Libéral                   |
| 43e                             | 2019–2021     |              | Chris Bittle     | Libéral                   |
| 44e                             | 2021–2025     |              | Chris Bittle     | Libéral                   |
| 45e                             | 2025–en cours |              | Chris Bittle     | Libéral                   |

## Circonscription provinciale
Depuis les élections provinciales ontariennes du 4 octobre 2007, l'ensemble des circonscriptions provinciales et des circonscriptions fédérales sont identiques.